# Cosmos 2175
Il Cosmos 2175 è stato il primo satellite artificiale lanciato dalla Russia dopo il dissolvimento dell'URSS. Il lancio venne effettuato il 21 gennaio 1992 dal Cosmodromo di Plesetsk con un razzo vettore Sojuz.
Il Cosmos 2175 fu un satellite da ricognizione della serie Yantar (che aveva rimpiazzato la serie Zenit) e apparteneva alla versione Yantar-4K2, chiamata anche Kobal't. Il satellite venne fatto uscire dall'orbita il 20 marzo 1992 e la capsula di rientro fu recuperata con le immagini che aveva scattato, per cui la missione conseguì un successo pieno.